# Calle Hård
Calle Hård, egentligen Anders Carl Magnus Hård af Segerstad, född 12 april 1946 i Vasa, Finland, är en svensk journalist och författare.
Hård utbildade sig till journalist på Helsingfors universitet och arbetade i många år som reporter, bland annat på Expressen och Västerbottens-Kuriren, varav flera år som lokalreporter i Lycksele. 2006 debuterade han som författare med Numret till Calicut – den första av hittills tre romaner (de senare är Den anständige massmördaren och De döda hundarna på Kovalam Beach) som har journalisten Marit Sköld från Lycksele som huvudperson.. 
Hård, som är växelvis bosatt på Holmön utanför Umeå, och i Kerala i södra Indien, lät i sina första spänningsromaner handlingen omväxlande utspelas i Indien och i norra Norrland . I 2018 års roman En kort promenad på vatten utspelas dock handlingen växelvis i Indien och Palestina.
Calle Hård är sonson till arkitekten Karl Hård af Segerstad. Han är sedan 2002 gift med Marianne Hård af Segerstad (tidigare Svennerstam) född 12 mars 1946 i Karlskrona. Hon är delägare i reseföretaget Ganesha Travel och författare till två resehandböcker om den indiska delstaten Kerala .